# Paraplagiomus tragiscoides
Paraplagiomus tragiscoides là một loài bọ cánh cứng trong họ Cerambycidae.